# Cetanski broj
Cetanski broj, pokazatelj koji služi kao mjerilo kakvoće dizelskog goriva. Odgovara obujmnom postotku smjese cetana (heksadekan C16H34) s alfa-metil-naftalenom. Navedena smjesa ima usporedive osoine paljenja s ispitnim dizelskim gorivom. Cetan ima cetanski broj koji iznosi 100, a zapaljiv je pri kompresiji. Alfa-metil-naftalen ima cetanski broj 0. Alkil nitrati i di-tercobutil peroksid su aditivi koji povećavaju cetanski broj.